# Osiem Chorągwi

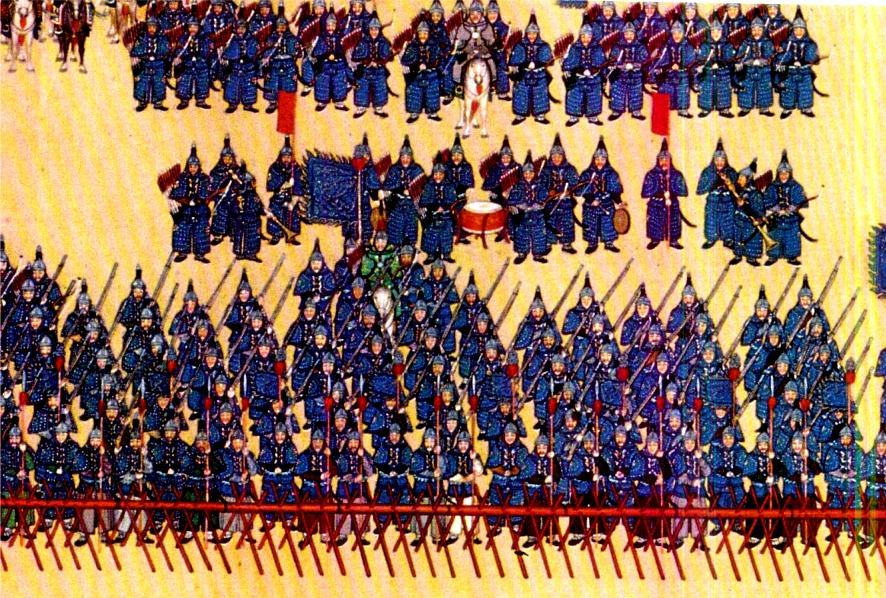
Żołnierze niebieskiej chorągwi na XVIII-wiecznej ilustracji

Osiem Chorągwi (mandż. jakūn gūsa, chiń. 八旗 bāqí) – dawny system wojskowo-plemiennej organizacji rodów mandżurskich.
Podział ten wywodził się z dawnej organizacji administracyjno-wojskowej ludów północnych, w tym przodków Mandżurów – Dżurdżenów, którzy już w czasach dynastii Jin do łowów i wypraw wojennych grupowali się w oddziały jazdy konnej liczące po 300 ludzi, zwane niuluyazhen. W 1601 roku Nurhaczy dokonał reorganizacji podległej ludności, dzieląc plemiona i rody na cztery grupy, z których każda posiadała własną chorągiew – żółtą, czerwoną, białą lub niebieską. W 1615 roku dodano cztery kolejne chorągwie – żółtą, niebieską i białą z czerwonym obramowaniem i czerwoną z białym obramowaniem. Każda chorągiew dzieliła się na pięć brygad (mandż. jalan, chin. 參領 canling), a brygada z kolei na pięć oddziałów (mandż. niru, chin. 佐領 zuoling). Nazwa formacji wzięła się od różniących się kolorami chorągwi przyporządkowanych każdej z nich. Żołnierze zajmowali się w czasie pokoju uprawą roli i myślistwem, pozostawali jednak w nieustannej gotowości bojowej.
W 1634 roku do systemu włączono osiem chorągwi mongolskich (蒙古军八旗, menggu jun baqi), a w 1642 roku osiem chińskich (汉军八旗, han jun baqi). Ostatecznie armia mandżurska rozrosła się do 24 jednostek, jednak pierwsze osiem teoretycznie pozostało czysto mandżurskie, w praktyce zaś pozostawały najliczniejsze również poprzez inkorporację innych ludów.
Podczas bitwy pierwszą linię stanowiła ciężka artyleria i wojownicy uzbrojeni w oszczepy oraz dzidy, za którymi znajdowały się szeregi łuczników. Gdy łucznicy zadali wrogiej armii straty, do walki wkraczała kawaleria. Każda brygada posiadała także dwudziestoosobowy oddział saperów, którego zadaniem było rozbijanie murów i umocnień. Doskonały system organizacji chorągwi umożliwił Mandżurom podbój Chin w 1644 roku. Po zajęciu Chin przez Mandżurów wojownicy Ośmiu Chorągwi stali się elitą społeczną. Wydzielono im wielkie obszary ziemi uprawnej, które ci z kolei oddawali w dzierżawę chłopom chińskim.
Wraz z rozwojem techniki, uzbrojone głównie w broń białą i łuki oraz oparte na przestarzałym systemie organizacji, oddziały Ośmiu Chorągwi utraciły swoją wartość bojową i już w XIX wieku nie były nawet w stanie tłumić lokalnych powstań chłopskich. Sprawiło to, że pod koniec XIX wieku Chiny przystąpiły do budowy nowoczesnej armii, zorganizowanej na wzór zachodni. W 1908 roku rozpoczęto powolne rozpuszczanie wojsk chorągwianych, które planowano zakończyć do 1917 roku. Ostatecznie, po upadku monarchii oddziały Ośmiu Chorągwi zostały oficjalnie rozwiązane rozkazem Duan Qirui w maju 1912 roku. 
Ślady podziału na chorągwie występują do dziś w strukturze administracyjnej Mongolii Wewnętrznej.

## Osiem Chorągwi
| Chorągiew | Nazwa mandżurska        | Nazwa chińska        |
| --------- | ----------------------- | -------------------- |
|           | gulu suwayan i gūsa     | 正黃旗 zhèng huángqí |
|           | kubuhe suwayan i gūsa   | 鑲黃旗 xiāng huángqí |
|           | gulu šanggiyan i gūsa   | 正白旗 zhèng báiqí   |
|           | kubuhe šanggiyan i gūsa | 鑲白旗 xiāng báiqí   |
|           | gulu fulgiyan i gūsa    | 正紅旗 zhèng hóngqí  |
|           | kubuhe fulgiyan i gūsa  | 鑲紅旗 xiāng hóngqí  |
|           | gulu lamun i gūsa       | 正藍旗 zhèng lánqí   |
|           | kubuhe lamun i gūsa     | 鑲藍旗 xiāng lánqí   |